# Eleonora Marie z Lichtenštejna
Eleonora Marie Rozálie z Lichtenštejna, provdaná z Eggenbergu (německy Eleonora Maria Rosalia von Liechtenstein; 1647 – 4. srpna 1704 Štýrský Hradec) byla rakouská šlechtična a princezna z Lichtenštejna, vévodkyně opavská a krnovská, provdaná za knížete z Eggenbergu.

## Život
Eleonora Marie Rozálie byla prvorozeným dítětem knížete Karla Eusebia z Lichtenštejna a jeho manželky Johany Beatrix z Ditrichštejna. Čtyři z jejich devíti dětí zemřely do druhého roku života a druhorozená Anna Marie zemřela v šesti letech. Dospělosti se dožili pouze Eleonora Marie Rozálie, její bratr Jan Adam Ondřej (1662–1712) a její sestry Marie Terezie (1649–1716) a Johana Beatrix, ta však zemřela ve věku 22 let. 

### Manželství a rodina
Dne 4. července 1666 se Eleonora Marie Rozálie provdala za knížete Jana Seyfrieda z Eggenbergu (1644–1713). Manželé žili ve Štýrském Hradci, kde se jim narodilo několik dětí, včetně prvního syna a dědice rodového majetku i knížecího titulu, Jana Antonína II. (1669–1716).

### Činnost
Eleonora Marie se zabývala farmakologií a studiem léčivých receptur. Systematicky popisovala nemoci a navrhovala dietní a léčebná opatření, na něž také sama psala recepty. Své poznatky o léčení a vaření, které mj. považovala za úzce související, zveřejnila v letech 1686 a 1695.

## Jablko z granátového jablka Christiana Samaritana se dobrovolně otevřelo
Pod jménem Eleonora Maria Rosalia, Herzogin von Troppau und Jägerndorf vydala roku 1695 u tiskaře Leopolda Voigta ve Vídni svou knihu s názvem Freywillig aufgesprungener Granat-Apffel des Christlichen Samariters. Šlo o první dílo s recepty lidového léčitelství, domácí léčby a dietních pokynů. Tato sbírka, založená na v roce 1686 anonymně vydané knize kuchařských a lékařských receptů Koch- und Artzney-Buch, byla velmi úspěšná, a proto byla několikrát znovu vydána a dále revidována. 12. vydání vyšlo v roce 1741 ve Vídni. Kniha obsahovala přes 1700 receptů.